# KIX-code

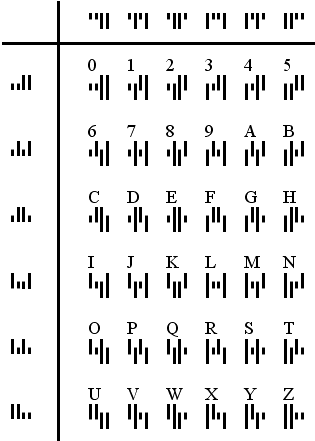
Alle KIX-tekens

Voorbeeld van de KIX-code voor postcode 1234 AB, huisnummer 56C.
rood en groen: postcode
blauw: huisnummer en huisnummertoevoeging, gescheiden door een X

De KIX-code is een streepjescode die PostNL gebruikt voor het machinaal lezen van adressen. KIX staat voor Klant IndeXcode.

## Code
De code is opgebouwd uit series van vier verticale streepjes. Elke streep heeft een middenstuk voor synchronisatie en kan een poot omhoog en een poot omlaag hebben. Elke serie van vier heeft precies twee streepjes omhoog en twee omlaag. Op deze manier kan een alfabet van {\displaystyle {4 \choose 2}\times {4 \choose 2}={\frac {4!}{2!2!}}\times {\frac {4!}{2!2!}}=36} karakters gevormd worden. Dat is precies genoeg om de 26 letters van het alfabet en de tien cijfers te coderen. 
De code beschrijft een Nederlands adres. De eerste zes series staan voor de postcode. Daarna volgt het huis- of postbus- of antwoordnummer van maximaal vijf cijfers. Als het huisnummer een toevoeging heeft dan volgt een X en de toevoeging van maximaal zes tekens. Streepjes, spaties en dergelijke worden niet opgenomen in de KIX-code. Het huisnummer 56-28 wordt in de KIX-code gerepresenteerd als 56X28, huisnummer 56c als 56XC.
Andere machinaal leesbare adrescoderingen die verwant zijn met de KIX-code zijn:
- De Royal Mail 4 State Code (RM4SC). Deze code is ontwikkeld door de Royal Mail. De KIX-code is van deze code afgeleid.
- De standaard UPU S18 van de Wereldpostunie.
- De standaard CEN/TS 15844 van het European Committee for Standardization.

## Gebruik
Doordat elke letter uit een vaste code van 4 streepjes bestaat, kan deze in een lettertype gerepresenteerd worden. De gebruiker kan de postcode en het huisnummer leesbaar uittypen, en het lettertype later wijzigen in het KIX-lettertype. Vaker wordt de KIX-code door een computerprogramma gegenereerd.
Als de afzender de KIX-code onder het adres op de envelop afdrukt, kan het postbedrijf het adres machinaal lezen. In de sorteercentra van PostNL worden KIX-codes gelezen door de postsorteermachines waarna de postzending automatisch op de juiste bestemming worden gesorteerd. Is de afzender klant bij PostNL Zakelijk, dan krijgt hij korting op het frankeertarief.
Is een poststuk onbestelbaar, dan wordt er een retoursticker opgeplakt. Hierop staat de KIX-code XD5555QI. Opmerkelijk is dat die code onveranderd blijft als het poststuk ondersteboven ligt. De code wordt door sorteermachines herkend, zodat het poststuk niet opnieuw naar het verkeerde adres wordt gestuurd.